# Pofázunk és végünk
A Pofázunk és végünk (eredeti cím: Ride Along) 2014-es amerikai akcióvígjáték, melyet Tim Story rendezett. A főszereplők Ice Cube, Kevin Hart, John Leguizamo, Bryan Callen, Tika Sumpter és Laurence Fishburne. Greg Coolidge, Jason Mantzoukas, Phil Hay és Matt Manfredi írta a forgatókönyvet, ami eredetileg Coolidge története szerint alapszik.
Az Amerikai Egyesült Államokban 2014. január 17-én mutatták be. Magyarországon március 20-án jelent meg szinkronizálva. A film többnyire negatív véleményeket kapott a kritikusoktól.

## Cselekmény
A film végig követi Bent, a gimnáziumi biztonsági őrt, aki két éven keresztül csak azt bizonygatja a barátnője bátyjának (Ice Cube), hogy méltó feleségül venni a húgát. James bizonyítékot akar Ben rátermettségéről, ezért úgy dönt, hogy magával viszi nyomozni néhány megoldatlan ügyben. Közösen el kell kapniuk a szerb csempészek főnökét, Omárt.

## Szereplők
| Színész            | Szerep                                | Magyar hang       | Leírás                                                                                                 |
| ------------------ | ------------------------------------- | ----------------- | --- |
| Ice Cube           | James Payton                          | Szabó Győző       | egy nyomozó Atlantában, aki el akarja kapni a szerb csempészek főnökét                                 |
| Kevin Hart         | Ben Barber                            | Hamvas Dániel     | egy gyorsan beszélő gimnáziumi biztonsági őr, akit hamarosan felvesznek az Atlantai rendőrakadémiára   |
| Tika Sumpter       | Angela Payton                         | Nemes Takách Kata | James húga és Ben barátnője, Bennek be kell bizonyítania, hogy méltó hozzá                             |
| John Leguizamo     | Santiago nyomozó                      | Rajkai Zoltán     | Miggs partnere                                                                                         |
| Laurence Fishburne | Omar                                  | Schneider Zoltán  | a szerb csempészek főnöke, akit még soha nem kapott el senki. Közönséges nevén úgy hívják: "A szellem" |
| Bryan Callen       | Miggs nyomozó                         | Seder Gábor       | Santiago társa                                                                                         |
| Bruce McGill       | Brooks az Atlantai rendőrség hadnagya | Barbinek Péter    | Payton, Santiago és Miggs főnöke                                                                       |

## A film készítése
A film forgatását 2012. október 31-én kezdték el Atlantában és december 19-én fejezték be. A filmet a Relativity Media, a Cube Vision Productions és a Rainforest Films cégek gyártották, a Universal Pictures forgalmazta.

## Bemutató
Világszerte január 17-én mutatták be a mozikban.
Az Amerikai Egyesült Államokban 2014. április 15-én jelent meg DVD-n és Blu-rayen. Az utóbbi kiadás törölt jeleneteket, bakiparádét, alternatív befejezést, kulisszák mögötti dokumentumfilmet, és audiókommentárt tartalmaz a film történetéről. Az Egyesült Államokbeli DVD-eladások bevétele 13,5 millió dollár lett, a Blu-rayek eladásáé pedig 8,7 millió dollár, így összesen 22,2 millió dollárra gyarapodott. Magyarországon 2014. július 23-án jelent meg a film.

## Fogadtatás

### Bevételi adatok
Összesen több mint 153 millió dollárt termelt, így 25 millió dolláros költségvetésével szemben jól teljesített. A film rekordot döntött a legmagasabb januári hazai nyitóhétvégén, ekkor bevétele 41,5 millió dollár lett.

### Kritikai visszhang
A Metacritic oldalán a film értékelése 41% a 100-ból, ami 34 véleményen alapul. A Rotten Tomatoeson a Pofázunk és végünk 17%-os minősítést kapott, 121 értékelés alapján.

### Díjak és jelölések
| Díj              | Dátum             | Kategória                 | Színész              | Eredmény |
| ---------------- | ----------------- | ------------------------- | -------------------- | -------- |
| BET Awards       | 2014. június 29.  | legjobb férfi főszereplő  | Kevin Hart           | Jelölve  |
| MTV Movie Awards | 2014. április 13. | legjobb duópáros          | Ice Cube, Kevin Hart | Jelölve  |
| MTV Movie Awards | 2014. április 13. | legjobb vígjáték alakítás | Kevin Hart           | Jelölve  |

## Folytatás
2014. február 18-án bejelentették, hogy a Pofázunk és végünk sikere után a Universal Pictures halad előre a folytatással, melyet ismét Tim Story rendez. Ice Cube és Kevin Hart maradnak saját szerepüknél, és a forgatókönyvet ismét Matt Manfredi és Phil Hay írja, valamint Will Packer a film producere. A Pofázunk és végünk 2. forgatása 2014. július 17-én kezdődött Miamiban és Atlantában. A Pofázunk és végünk Miamiban 2016. január 15-én jelent meg.